# اشتات‌ایلم
شهر اشتات‌ایلم (به آلمانی: Stadtilm) در ایالت تورینگن در کشور آلمان واقع شده‌است.
اشتات ایلم یکی از شهرهای ایلم-کرایس می‌باشد و وجه تسمیه آن گذر رودخانه ایلم از این شهر است.
از جمله صنایع فعال و رو به رشد در این شهر شرکت تولیدکننده میل گاردان گوس (GELENKWELLENWERK STADTILM GMBH - GEWES) است که با سابقه بیش از ۶۵ سال، یکی از برترین و موفق‌ترین تولیدکنندگان میل گاردان در آلمان می‌باشد.